# Waitakere
Waitakere (1989-2010) était une grande ville située dans le nord-ouest de la région d'Auckland, sur l'Île du Nord de la Nouvelle-Zélande.
En 2010, elle a fusionné avec les autres autorités de la région d'Auckland pour former l'actuel Auckland Council. Elle constitue aujourd'hui les quartiers ouest d'Auckland.
Des plages, notamment Piha, donnant sur la mer de Tasman, sont le lieu de rencontre de nombreux surfeurs.